# Litefoot
Litefoot, właściwie Gary Paul Davis (ur. 5 sierpnia 1972 w Upland, w stanie Kalifornia) – amerykański raper indiańskiego pochodzenia, aktor filmowy i telewizyjny, założyciel wytwórni Upland Records i tubylczy działacz społeczny.

## Życiorys
Wychowany w Tulsa (Oklahoma) i w Seattle w stanie (Waszyngton), jest członkiem plemienia Czirokezów; ma też przodków z meksykańskiego plemienia Cziczimeków. Był pierwszym tubylczym Amerykaninem, który zyskał popularność jako artysta hip-hopowy, swoją twórczość określa jako „plemienny funk”. Jako twórca kilkunastu albumów i laureat sześciu Muzycznych Nagród Tubylczych Amerykanów (NAMA lub zdrobniale – przez analogię do nagród Grammy – NAMMY) – w tym nagrody dla Artysty Roku – stał się jednym z najpopularniejszych i najbardziej rozpoznawanych tubylczych artystów w USA.
Występuje również w produkcjach filmowych; debiutował w roli miniaturowego Małego Niedźwiedzia w familijnym filmie fantasy Indianin w kredensie (The Indian in the Cupboard, 1995). Jego kolejne role to m.in. Mortal Kombat: Annihilation (1997), Kull Zdobywca (Kull the Conqueror, 1997) z Kevinem Sorbo i Adaptatacja (Adaptation., 2002) u boku Nicolasa Cage’a i Meryl Streep. Zagrał też w kilku produkcjach niezależnych – w tym 29 palm (29 Palms, 2002) z Keithem Davidem, Billem Pullmanem i Rachael Leigh Cook; Pieśń Hiawathy (The Song Of Hiawatha, 1997) i ekranizacji powieści Johna Steinbecka Perła (The Pearl) (2000) z Richardem Harrisem i Lukasem Haasem oraz serialach telewizyjnych – CBS Sprawy rodzinne 2 (Family Law, 2001), Spelling Entertainment Dzień jak dzień (Any Day Now, 2002) i CBS CSI: Kryminalne zagadki Miami (C.S.I.: Miami, 2004).
Litefoot jest też producentem i prowadzącym autorskiej audycji radiowej (www.reachtherezradio.com), projektantem mody (marka „Native Style®”) oraz artystą zaangażowanym społecznie w pomoc młodym amerykańskim Indianom, nagłaśnianie ich problemów w rezerwatach i gettach wielkich miast i wskazywanie im – także na własnym przykładzie – możliwości samorealizacji („Reach The Rez Tour”).
W dniu 11 lipca 1998 roku ożenił się z Carmen Davis. Mają jedno dziecko.

## Dyskografia
- 1992 – „The Money” E.P.
- 1994 – Seein’ Red
- 1996 – Good Day to Die
- 1998 – The Clown Kutz
- 1998 – The Life & Times
- 1999 – Rez Affiliated
- 1999 – The Lite Years 1989-1999 – The Best of Mr. Foot
- 2001 – Tribal Boogie
- 2002 – The Messenger
- 2003 – Native American Me
- 2004 – Redvolution
- 2007 – Relentless Pursuit